# Rame SFSM ETR.200 ''Metrostar''
La rame automotrice SFSM ETR.200 est une rame ferroviaire italienne conçue par le groupement de constructeurs AnsaldoBreda - Firema en 2004 pour les voies étroites (norme italienne de 950 mm) du réseau napolitain Circumvesuviana.
Elle ne doit pas être confondue avec les rames à grande vitesse FS ETR.200 des années 1930.

## Histoire
Cette série de 26 rames électriques composées de 3 caisses bloquées a été commandé par la société publique napolitaine pour renouveler le matériel en service sur les lignes urbaines et suburbaines déjà âgées. L'étude a été confiée au groupement de constructeurs italiens formé par AnsaldoBreda et Firema. 
La compagnie publique Circumvesuviana, qui fait partie du Service ferroviaire métropolitain de Naples, a établi une commande de 26 rames complètes en 2006 et la première rame a été mise en service le 2 décembre 2008.

## Caractéristiques techniques
- Phase projet et essais de qualification : 2004 - 2005
- Période de fabrication : 2006 - 2010
- Service : première rame : 2 décembre 2008

Chaque rame se compose de trois caisses articulées indissociables, comportant 4 bogies de type Jacobs, les bogies intermédiaires sont communs à deux caisses adjacentes. Les bogies d'extrémité et un des bogies intermédiaire sont moteurs, le 4ème est simplement porteur. 
Les caisses sont habillées en tôles d'alliage léger sur une structure en profilés d'aluminium extrudé. Chaque bogie moteur est doté de 2 moteurs de traction asynchrone triphasé. Le circuit de contrôle de puissance est doté d'un onduleur de tension à IGBT.
La suspension est pneumatique auto-réglable. Le système de freinage électrique est équipé d'un système de récupération d'énergie, à action pneumatique à disques sur toutes les roues. Les roues sont équipées du système d'abaissement du niveau sonore au roulement et dans les courbes "Syope". 
Les SFSM ETR.200 sont dotés du système de sécurité automatique régissant la marche des trains (ATP) type SCMT comme imposé sur tous les réseaux ferrés italiens depuis 2003. 

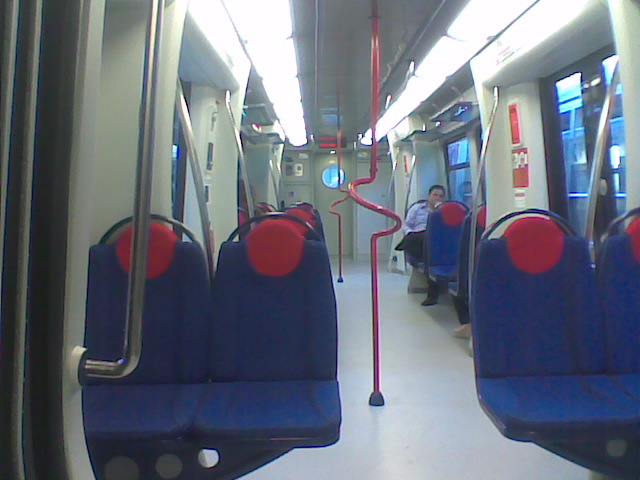
Vue de l'aménagement intérieur d'une voiture

Toutes les rames peuvent être couplées en unités multiples jusqu'à 3 UM ce qui offre une capacité de 1.350 places. Chaque voiture dispose d'une unité de climatisation propre. les sièges sont disposés sur le principe deux sièges d'un côté et un seul de l'autre afin de laisser plus de place pour les voyageurs debout.
Chaque voiture dispose, entre les portes d'accès et l'intercommunication entre voitures, d'une place réservée aux PMR et, sur le côté opposé, d'une bagagerie et de crochets pour les vélos. Chaque voiture est munie de caméras de vidéo surveillance avec report en cabine de conduite et au centre de contrôle de la compagnie. Un système de haut-parleurs et écrans d'informations permettent d'informer les voyageurs sur le déroulement du trajet et les arrêts.

## Les rames ETR.200 du métro de Fortaleza au Brésil

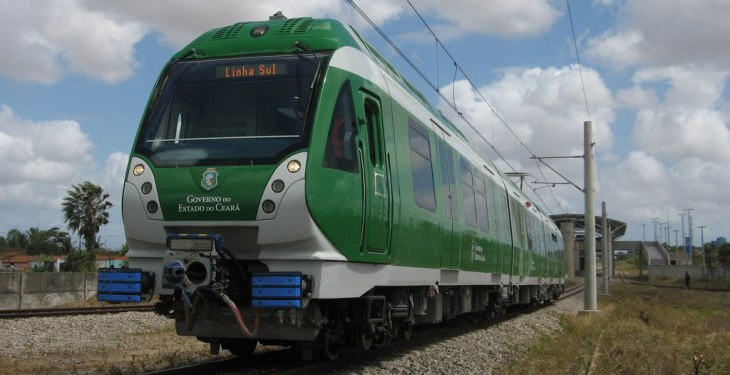
Rames ETR.200 du métro de Fortaleza au Brésil

20 rames ETR.200 ont été également commandées pour équiper le Métro de Fortaleza au Brésil en 2008. Ces rames sont strictement identiques à l'original italien circulant à Naples sauf :
- la largeur de voie qui est de 1.000 mm au Brésil contre 950 mm à Naples,
- la tension d'alimentation est de 3 kV au lieu de 1,5 kV à Naples.

Les rames pour le Brésil ont été construites en Italie et transportée par bateau. La première des 20 rames commandées a été mise en service le 16 juin 2012, la dernière en 2013.